# Список персонажей серий фильмов «Рокки» и «Крид»
Данный список содержит персонажей серии фильмов «Рокки», сыгравших важную роль по крайней мере в одном из фильмов.

## Актёрский состав
| Персонаж                  | Фильм              | Фильм              | Фильм              | Фильм              | Фильм              | Фильм                    | Фильм                | Фильм                | Фильм                |
| Персонаж                  | Рокки              | Рокки 2            | Рокки 3            | Рокки 4            | Рокки 5            | Рокки Бальбоа            | Крид: Наследие Рокки | Крид 2               | Крид 3               |
| ------------------------- | ------------------ | ------------------ | ------------------ | ------------------ | ------------------ | ------------------------ | -------------------- | -------------------- | -------------------- |
| Рокки Бальбоа             | Сильвестр Сталлоне | Сильвестр Сталлоне | Сильвестр Сталлоне | Сильвестр Сталлоне | Сильвестр Сталлоне | Сильвестр Сталлоне       | Сильвестр Сталлоне   | Сильвестр Сталлоне   |                      |
| Тони «Дюк» Эверс          | Тони Бёртон        | Тони Бёртон        | Тони Бёртон        | Тони Бёртон        | Тони Бёртон        | Тони Бёртон              |                      |                      |                      |
| Полли Пеннино             | Берт Янг           | Берт Янг           | Берт Янг           | Берт Янг           | Берт Янг           | Берт Янг                 |                      |                      |                      |
| Адриана Бальбоа           | Талия Шайр         | Талия Шайр         | Талия Шайр         | Талия Шайр         | Талия Шайр         |                          |                      |                      |                      |
| Аполло Крид               | Карл Уэззерс       | Карл Уэззерс       | Карл Уэззерс       | Карл Уэззерс       |                    |                          |                      |                      |                      |
| Микки Голдмилл            | Бёрджесс Мередит   | Бёрджесс Мередит   | Бёрджесс Мередит   |                    | Бёрджесс Мередит   |                          |                      |                      |                      |
| Мэри Энн Крид             | Лавель Роби        | Сильвия Милс       |                    | Сильвия Милс       |                    |                          | Филисия Рашад        | Филисия Рашад        | Филисия Рашад        |
| Паук Рико                 | Педро Ловелл       | Педро Ловелл       |                    |                    |                    | Педро Ловелл             |                      |                      |                      |
| Тони Газзо                | Джо Спинелл        | Джо Спинелл        |                    |                    |                    |                          |                      |                      |                      |
| Джордж «Майлз» Джергенс   | Тайер Дэвид        |                    |                    |                    |                    |                          |                      |                      |                      |
| Рокки Бальбоа-младший     |                    | Серджо Сталлоне    | Ина Фрид           | Рокки Кракофф      | Сейдж Сталлоне     | Майло Вентимилья         |                      | Майло Вентимилья     |                      |
| Мэри                      |                    | Джоди Летиция      |                    |                    |                    | Джеральдин Хьюгс         |                      |                      |                      |
| Джеймс «Клаббер» Лэнг     |                    |                    | Мистер Ти          |                    |                    |                          |                      |                      |                      |
| «Тандерлипс»              |                    |                    | Халк Хоган         |                    |                    |                          |                      |                      |                      |
| Иван Драго                |                    |                    |                    | Дольф Лундгрен     |                    |                          |                      | Дольф Лундгрен       |                      |
| Людмила Драго             |                    |                    |                    | Бригитта Нильсен   |                    |                          |                      | Бригитта Нильсен     |                      |
| Николай Колофф            |                    |                    |                    | Майкл Патаки       |                    |                          |                      |                      |                      |
| Томми Ганн                |                    |                    |                    |                    | Томми Моррисон     |                          |                      |                      |                      |
| Джордж Вашингтон Дюк      |                    |                    |                    |                    | Ричард Гант        |                          |                      |                      |                      |
| Юнион Кейн                |                    |                    |                    |                    | Майк Уильямс       |                          |                      |                      |                      |
| Мэйсон «Лайн» Диксон      |                    |                    |                    |                    |                    | Антонио Тарвер           |                      |                      |                      |
| Стефенсон «Степс»         |                    |                    |                    |                    |                    | Джеймс Френсис Келли III |                      |                      |                      |
| Адонис Крид               |                    |                    |                    |                    |                    |                          | Майкл Бакари Джордан | Майкл Бакари Джордан | Майкл Бакари Джордан |
| Бьянка Тейлор             |                    |                    |                    |                    |                    |                          | Тесса Томпсон        | Тесса Томпсон        | Тесса Томпсон        |
| Тони «Малыш Дюк» Эверс    |                    |                    |                    |                    |                    |                          | Вуд Харрис           | Вуд Харрис           | Вуд Харрис           |
| Дэнни «Каскадёр» Уилер    |                    |                    |                    |                    |                    |                          | Андре Уорд           | Андре Уорд           |                      |
| Рикки «Красавчик» Конлан  |                    |                    |                    |                    |                    |                          | Тони Белью           |                      | Тони Белью           |
| Лео «Лев» Спорино         |                    |                    |                    |                    |                    |                          | Габриэль Росадо      |                      |                      |
| Пит Спорино               |                    |                    |                    |                    |                    |                          | Ричи Костер          |                      |                      |
| Виктор Драго              |                    |                    |                    |                    |                    |                          |                      | Флориан Мунтяну      | Флориан Мунтяну      |
| Бадди Марсель             |                    |                    |                    |                    |                    |                          |                      | Расселл Хорнсби      |                      |
| Логан Бальбоа             |                    |                    |                    |                    |                    |                          |                      | Робби Джонс          |                      |
| Дамиан «Адамант» Андерсон |                    |                    |                    |                    |                    |                          |                      |                      | Джонатан Мейджорс    |
| Феликс «Воин» Чавес       |                    |                    |                    |                    |                    |                          |                      |                      | Хосе Бенавидес       |
| Лора Чавес                |                    |                    |                    |                    |                    |                          |                      |                      | Селенис Лейва        |
| Амара Крид                |                    |                    |                    |                    |                    |                          |                      |                      | Мила Дэвис-Кент      |

## Главные герои

### Рокки Бальбоа
Главный герой первых шести фильмов серии, тренер в следующих двух. Филадельфиец, малоизвестный боксёр до событий первого фильма. Творящий сенсации аутсайдер во всех фильмах до окончательного завершения карьеры.

### Адонис Крид
Главный герой спин-оффов Рокки " Крид". Сын Аполло Крида и его любовницы, позже усыновлённый вдовой Крида. В фильме «Крид: Наследие Рокки» напрашивается в ученики к Рокки и в конце фильма проигрывает раздельным решением судей чемпиону мира.

### Аполло Крид
Чемпион мира по боксу, соперник Рокки в первом и втором фильмах, и друг Бальбоа в  3 и 4  Погибает в «Рокки 4» после ударов Ивана Драго.

## Антагонисты

### Клаббер Лэнг
Профессиональный боксёр, персонаж фильма «Рокки 3». Исполнитель роли — Мистер Ти.
В начале фильма Клаббер становится лучшим боксёром № 2, так как № 1 был Рокки Бальбоа. Поэтому Клаббер требовал, чтобы ему дали выйти на ринг против Бальбоа. Во время праздника, посвящённом Рокки Бальбоа, на котором ему устанавливают монумент и где он объявляет, что хочет уйти из бокса, появляется Клаббер и начинает обвинять Рокки в том, что все его бои на самом деле являются обманом (он якобы дрался со слабаками), и тогда Рокки всё же решается выйти против него на ринг. К бою Клаббер начал тренироваться изо всех сил, в то время как сам Рокки не прикладывал такого усилия в своей подготовке к предстоящему бою.
Перед началом боя Клаббер снова устраивает «взбучку» Рокки, из-за которого у тренера Рокки — Мика — случился инфаркт. Начался первый раунд, в котором Клаббер выходит победителем, а во втором раунде Клаббер нокаутирует Рокки и в итоге становиться новым чемпионом мира по боксу в тяжёлом весе. После боя Рокки заходит в раздевалку, где лежит Микки. Он говорит ему, что всё закончилось нокаутом во втором раунде. Мик решает, что это Рокки одержал победу, и умирает. Теперь Рокки требует реванша, к которому он уже начал серьёзно тренироваться под руководством своего бывшего соперника и теперь уже друга Аполло Крида.
Начался первый раунд второго боя, в котором Рокки выходит победителем, используя все навыки, которым научил его Аполло. Во втором раунде победителем выходит Лэнг. А в третьем раунде Рокки нокаутирует Клаббера и снова становится чемпионом мира в тяжёлом весе.
На роль Клаббера Ланга (всего прошли пробы более 1200 человек) первым претендентом был бывший боксер-профессионал, один из сильнейших нокаутёров 70-х годов тяжеловес Эрни Шейверс. Шейверс пришел на спарринг со Сталлоне, получив от него указание не бить актёра. Сталлоне на протяжении нескольких минут «обхаживал» Шейверса со всех сторон, а тот терпел. Но, в конце концов, Шейверс не выдержал и ударил Сталлоне под рёбра. Тот согнулся от боли и с помощью помощников молча покинул ринг. Сталлоне после этого сказал, что «ты чуть не убил меня, я пошёл в мужской туалет и меня там вырвало». В итоге Шейверс роль не получил.

### Иван Драго
Советский боксёр в «Рокки 4», стереотипный злодей-силач. Во время поединка убивает Аполло Крида, а в концовке фильма проигрывает Рокки.

### Томми Ганн
Профессиональный боксёр, персонаж фильма «Рокки 5». Исполнитель роли — Томми Морисон. Прототипом персонажа является Майк Тайсон.
В самом фильме Томми говорил Рокки что он из Оклахомы. В детстве его отец много выпивал и бил его. Но после того как Томми начал заниматься боксом он смог дать сдачи своему отцу, при этом он также упомянул что каждый раз выходя на ринг он представляет что его соперник-это его отец. Также в фильме Томми говорил Рокки что он живёт и тренируется один.
После событий четвёртого фильма серии Рокки начинает тренировать Томми Ганна. Томми Ганн выигрывает все бои, используя технику Рокки, за что его зовут двойником Рокки. Дюк переманивает Томми к себе, говоря ему, что за все его бои Рокки ничего не заплатил, а он будет платить Томми большие деньги. Осознав, что сделал большую ошибку с Томми, Рокки помирился с сыном.
Томми побеждает Кейна на ринге (Рокки этот бой смотрит с семьей по телевизору) и сам завоевывает титул чемпиона мира, но на пресс конференции после боя благодарит за помощь менеджера Дюка, а про Рокки даже не вспомнил. Зрители недовольны таким поступком и выкрикивают имя Рокки. Пресса после победы Томми критикует его и считает его дутым чемпионом, так как он не победил Рокки. Дюк уговаривает Томми заставить Рокки драться с ним на ринге. Томми соглашается только ради своей славы. Рокки с Полли в это время отдыхают в местном баре и пьют пиво, где к ним приезжает Томми с Дюком и вызывают Рокки на бой. Рокки не хочет драться с человеком, который еще совсем недавно был ему как брат, но по ходу ссоры Томми ударил Поли и тогда разгневанный Рокки сам хочет бой, со словами: «Ты свалил его! Теперь попробуй свалить меня!» Рокки не соглашается ждать официальный бой на ринге и бой завязывается прямо на улице. После некоторых ударов Томми, Рокки падает на землю. Казалось, Томми победил, но лежащий на асфальте Рокки вспоминает покойного тренера Микки. Тот возвращает Рокки силы и веру в себя, и, поднявшись с земли, Рокки нокаутирует Томми и затем сваливает с ног самого Дюка.

### Мэйсон Диксон
Профессиональный боксёр, персонаж фильма «Рокки Бальбоа». Исполнитель роли — Антонио Тарвер. Прототипом персонажа является Эвандер Холифилд.
Боксёрский мир вовсю обсуждает нового чемпиона тяжеловеса Мэйсона Диксона, которого все критикуют за то, что его соперники якобы были слабы. Это расстраивает Диксона, и он, в поисках совета, едет к своему старому тренеру Мартину. Тот говорит ему, что, чтобы добиться уважения, нужны испытания. ESPN показывает компьютерное моделирование боя, «между лучшими боксерами разных эпох», между Рокки (молодым) и Мэйсоном, чтобы сравнить кто лучше. Бой заканчивается в пользу Рокки. Этот бой вдохновляет Рокки вернуться в бокс, и он восстанавливает свою лицензию.
Промоутеры Диксона решают провести благотворительный бой с Рокки в Лас-Вегасе, чтобы поддержать Мэйсона и восстановить его репутацию . Они предлагают Рокки сразиться с Диксоном, мотивируя это тем, что будет просто показательный бой. После некоторых колебаний Рокки соглашается. Бальбоа-младший приезжает к отцу и пытается отговорить его от боя, объясняя тем, что он хочет выйти из тени отца. Рокки объясняет сыну, что только сам человек делает себе дорогу в жизни и что «не важно, как ты ударишь, а важно, какой держишь удар». На следующий день отец и сын встречаются на могиле Адрианы и мирятся; Роберт оставил свою работу, чтобы быть вместе с Рокки. Рокки снова тренируется под руководством Тони «Дюка» Эверса, бывшего тренера Аполло Крида (вместе с Кридом он тренировал Рокки в третьем фильме и самостоятельно в четвёртом). Как и прежде тренировки сопровождаются пробежками по Филадельфии и по ступенькам к музею искусств.
Перед боем Диксон говорит Рокки, что будет бить аккуратно, но если он будет получать взамен сильные удары, то будет отвечать соответствующе. Зрители овациями приветствуют Рокки, который выходит на ринг под песню Фрэнка Синатры «Большие надежды». Мэйсона напротив публика встречает прохладно. Бой начинается. Рокки наносит Диксону сильные удары по корпусу («Нужно бить так, будто он поцеловался с поездом!»). Озлобленный реакцией толпы Мэйсон наносит ответные удары и повреждает руку. Дальнейший бой он продолжает под анестезией. Бой длится все 10 раундов, во время которых перед глазами Рокки появляются Адриана и его старый тренер Микки Голдмил. Именно эти видения стимулируют его продолжать бой. К концу 10-го раунда оба противника стоят на ногах и обнявшись благодарят друг друга. Мэйсон прошёл испытания, о которых говорил его тренер, а Рокки доказал себе, что человек не стареет, пока молод сердцем. Двое судей из трёх, с небольшим отрывом присуждают победу Диксону.